# Ville-di-Pietrabugno
Ville-di-Pietrabugno [vile di pjɛtʁabuɲo] est une commune française située dans la circonscription départementale de la Haute-Corse et le territoire de la collectivité de Corse. Elle appartient à l'ancienne piève de Lota.

## Géographie

Panorama de Guaitella.

### Situation
La commune de Ville-di-Pietrabugno est située au voisinage Nord immédiat de Bastia et est incluse dans son agglomération. Elle regroupe les trois anciennes communautés de Casevecchie, Guaitella et Alzeto qui disposaient en commun de l'anse de Toga.
Ville-di-Pietrabugno se situe géographiquement, au voisinage Sud-Est de la péninsule du Cap Corse, et historiquement dans l'ancienne piève de Pietrabugno qui sera au XVIIe siècle absorbée par la piève de Lota.
Communes limitrophes

### Géologie et relief
La commune se trouve dans la « Corse schisteuse » au nord-est de l'île. Elle est adossée à la Serra, la chaîne dorsale du Cap Corse qui est un bloc de schistes lustrés édifié au tertiaire lors de la surrection des Alpes sur un socle hercynien.
Son sol est dans l'ensemble fait de schistes qui s'altèrent facilement et d'ophiolites très résistantes, créant des paysages aux reliefs aigus et abrupts. Ces ophiolites sont ici composées de roches volcaniques, laves basiques en milieu océanique au secondaire nommées pillow-lavas souvent déformées et transformées en prasinites de teinte verte par la présence d'épidote ou en glaucophanites de teinte bleue, et de roches magmatiques nommées péridotites le plus souvent transformées en serpentinites lors de la formation des Alpes (teintées en vert par l'olivine).
Commune du littoral oriental de la Corse, Ville-di-Pietrabugno est située au voisinage sud du Cap Corse. Ville occupe un alvéole de la péninsule, celle du bassin versant du ruisseau de Toga, ouvert à l'est sur la mer Tyrrhénienne. Ce territoire est ceinturé de lignes de crêtes définies ci-dessous :
Limites territoriales
- au Nord, par une ligne de crête partant du point de jonction des territoires de 4 communes (Farinole, San-Martino-di-Lota, Ville-di-Pietrabugno et Patrimonio) situé à environ 500 m à l'est du monte di Giacoppa (1 038 m - Patrimonio), passant par la cima di Pietr'Ellerata, sous le col de di Pruna (bocca di Pruna - 591 m), la punta di Guaitella (876 m), le monte Giorgio (808 m) puis descendant vers la mer en longeant la rive droite du ruisseau de Guade sur près de la moitié de son cours, avant d'atteindre la côte entre Palagaccio (San-Martino-di-Lota) et Minelli ;
- à l'Ouest, par la partie de la dorsale du Cap Corse comprenant le monte San Columbano (839 m - Patrimonio), le monte Ventajola 806 m, le monte Murzaio 880 m, jusqu'à un point situé à l'altitude de 849 m au nord de la Serra di Pigno ;
- au Sud, par le ruisseau de Fiuminale qui prend plus bas le nom de ruisseau du Fango. Le Fango qui a été couvert entre 1872 et 1883 dans sa traversée de Bastia (il coule sous l'avenue Maréchal Sébastiani) jusqu'à son embouchure dans le port de commerce, a jusqu'en 1848 servi de limite entre Bastia et Ville-di-Pietrabugno. Ville-di-Pietrabugno ayant depuis cédé une partie de son territoire à Bastia (soit 44 hectares incluant le sud de Toga et l'Annonciade), la limite autrefois définie par le Fango est déportée sur le cours du ruisseau de Toga. Ce dernier, couvert dans la zone urbanisée, se jette dans le port de plaisance.
- à l'Est, par la mer Tyrrhénienne.

Façade maritime
Sa façade maritime qui compte un peu plus d'un kilomètre de côte, démarre au Nord du récent quartier des Minelli pour se terminer au port de plaisance de Toga que la commune partage avec Bastia. La plage de Toga au Nord de Bastia a été réduite « comme une peau de chagrin » avec la construction et l'aménagement de la zone du port de plaisance.

### Hydrographie
Plusieurs petits cours d'eau prennent naissance sur le territoire communal ou le traversent :
- ruisseau de Milaja (ou ruisseau de Grigione)[3], qui a sa source à environ 940 m sur les flancs orientaux du Monte Giagoppa (1 038 m - Farinole), parcourt l'extrémité occidentale de la commune sur près de 1,7 km avant de passer sur San-Martino-di-Lota et confluer avec le Ruisseau de Fornelli[4] ;
- ruisseau de Toga long de 4,1 km, naît sur la commune, sur les flancs méridionaux du Monte San Culombano 825 m. Son cours est orienté NO-SE jusqu'au port de plaisance de Toga où il a son embouchure dans la mer Tyrrhénienne[2] ;
- ruisseau de Fiuminale, qui a sa source à environ 1 038 m d'altitude au nord de la Serra di Pigno (Bastia), et est long de 4,3 km ; il délimite les communes de Bastia et de Ville-di-Pietrabugno sur une partie de son cours. Couvert sur près de 600 m vers son embouchure, il se jette dans le port de Bastia[5].

### Climat et végétation

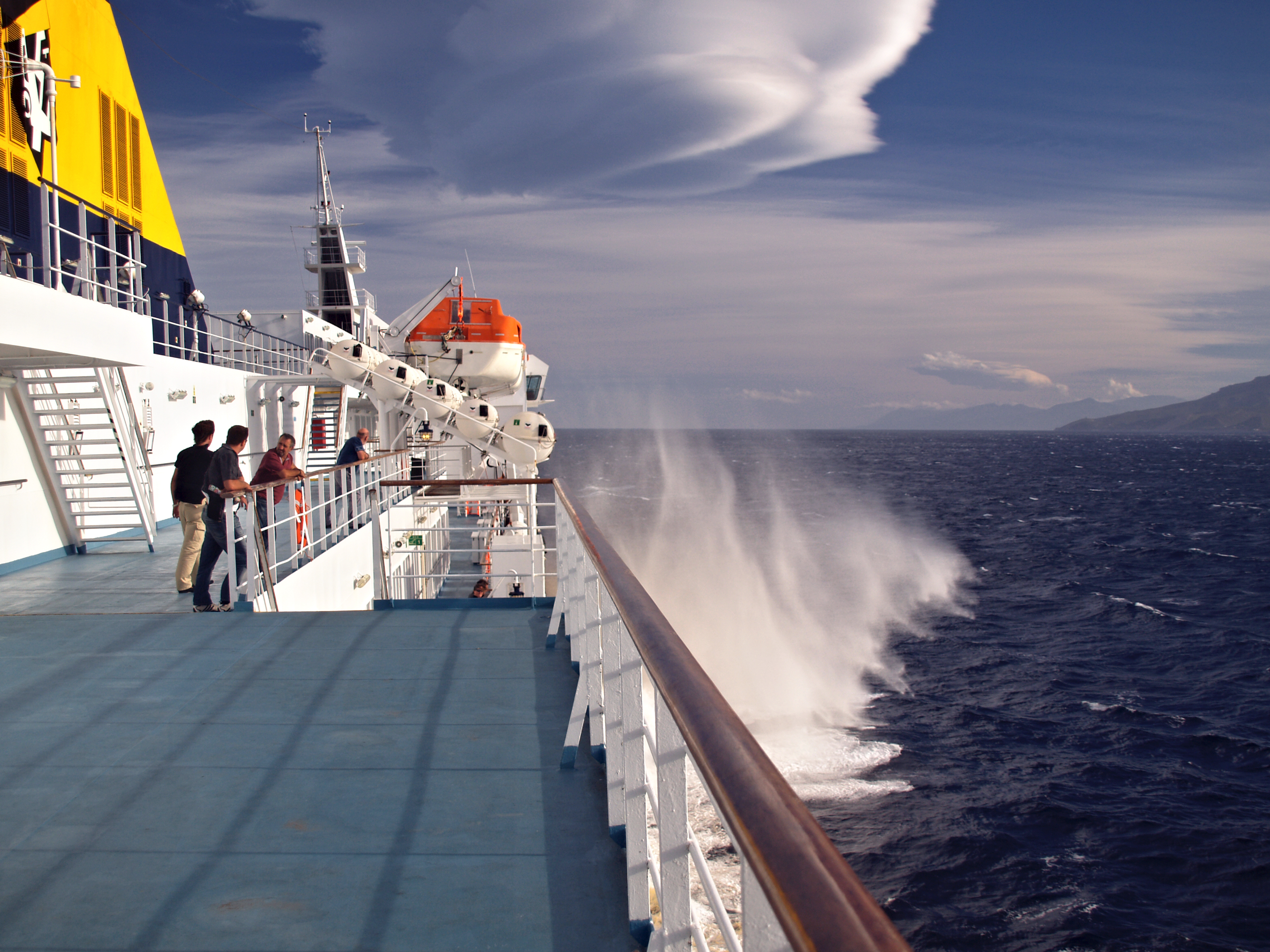
Ferry à l'approche de Bastia sous des rafales du Libeccio.

Située sur le littoral oriental de la Corse et bâtie à flanc de montagne, la commune semble n'être ouverte qu'aux vents d'Est (levante) humides, malsains - cause du nombre important d'asthmatiques reconnu sur la région bastiaise - et du Nord-Est (gricale ou crecale) froid et humide. Or, il est un phénomène local avec le libeccio, vent dominant d'Ouest sec et violent, qui, lorsqu'il souffle, se renforce en franchissant la barrière de la Serra di Pigno avec des rafales parfois très violentes, créant au-dessus ou au large de la région bastiaise de remarquables nuages lenticulaires appelés aussi « os de seiche » pour leurs formes.
Le territoire plutôt désertique vers la ligne de crête, est plus boisé ailleurs, excepté le vallon du ruisseau de Toga nettement plus verdoyant. Le tapis végétal est composé des essences habituelles du maquis corse parsemé de boqueteaux de chênes verts. Tout comme Bastia, Ville-di-Pietrabugno est très peu boisé. Une des causes de la déforestation est que, de 1857 à 1977, Toga fut la zone industrielle de Bastia et comptait jusqu'à quatre hauts-fourneaux pour fabriquer de la fonte à partir de minerai de fer provenant de l'île d'Elbe par bateaux et de charbon de bois produit localement. Une autre cause sont les incendies balayant fréquemment le flanc des montagnes. De fortes précipitations viennent ensuite laver les sols, les mettant à nu et entraînant à la mer les limons de terres fertiles. De nombreuses inondations et coulées de boue ont ainsi touchées en période automnale la commune au cours des années 80 et 90 : 1985 - le 28 octobre, 1993 - le 23 septembre et le 31 octobre, 1994 - le 4 novembre et 1999 - le 21 octobre.

### Voies de communication et transports

#### Accès routiers
Tous les villages de l'intérieur de la commune sont desservis par la D 31, nommée « Route de la Corniche ». Une autre voie d'accès, la D 231 portant le nom de « Route de Pietrabugno », permet, à partir du boulevard Benoîte Danesi à Bastia, de rejoindre la D 31 dite « Route de Ville ».
Le littoral est traversé par la route D 80 qui porte successivement en direction du Nord, les noms de « Chemin des Minelli » et « Route du Cap ».

#### Transports
Ferroviaires
Il n'y a pas de lignes des chemins de fer de Corse sur la commune quoiqu'un projet de création d'une ligne entre Bastia et Macinaggio ait été étudié en 1895. La gare la plus proche est celle de Bastia, dans la vallée du Fango.
Maritimes
Le port de commerce de Bastia jouxte son port de plaisance.
Aériens
L'aéroport le plus proche est celui de Bastia-Poretta, distant de 25 km.

## Urbanisme

### Typologie
Au 1er janvier 2024, Ville-di-Pietrabugno est catégorisée ceinture urbaine, selon la nouvelle grille communale de densité à sept niveaux définie par l'Insee en 2022.
Elle appartient à l'unité urbaine de Bastia, une agglomération intra-départementale regroupant sept  communes, dont elle est une commune de la banlieue,,. Par ailleurs la commune fait partie de l'aire d'attraction de Bastia, dont elle est une commune de la couronne,. Cette aire, qui regroupe 93 communes, est catégorisée dans les aires de 50 000 à moins de 200 000 habitants,.
La commune, bordée par la mer Méditerranée, est également une commune littorale au sens de la loi du 3 janvier 1986, dite loi littoral. Des dispositions spécifiques d’urbanisme s’y appliquent dès lors afin de préserver les espaces naturels, les sites, les paysages et l’équilibre écologique du littoral, tel le principe d'inconstructibilité, en dehors des espaces urbanisés, sur la bande littorale des 100 mètres, ou plus si le plan local d’urbanisme le prévoit.

### Occupation des sols
L'occupation des sols de la commune, telle qu'elle ressort de la base de données européenne d’occupation biophysique des sols Corine Land Cover (CLC), est marquée par l'importance des forêts et milieux semi-naturels (83,1 % en 2018), une proportion sensiblement équivalente à celle de 1990 (83,6 %). La répartition détaillée en 2018 est la suivante : 
milieux à végétation arbustive et/ou herbacée (37,4 %), forêts (25,4 %), espaces ouverts, sans ou avec peu de végétation (20,3 %), zones urbanisées (16,7 %), eaux maritimes (0,1 %). L'évolution de l’occupation des sols de la commune et de ses infrastructures peut être observée sur les différentes représentations cartographiques du territoire : la carte de Cassini (XVIIIe siècle), la carte d'état-major (1820-1866) et les cartes ou photos aériennes de l'IGN pour la période actuelle (1950 à aujourd'hui).

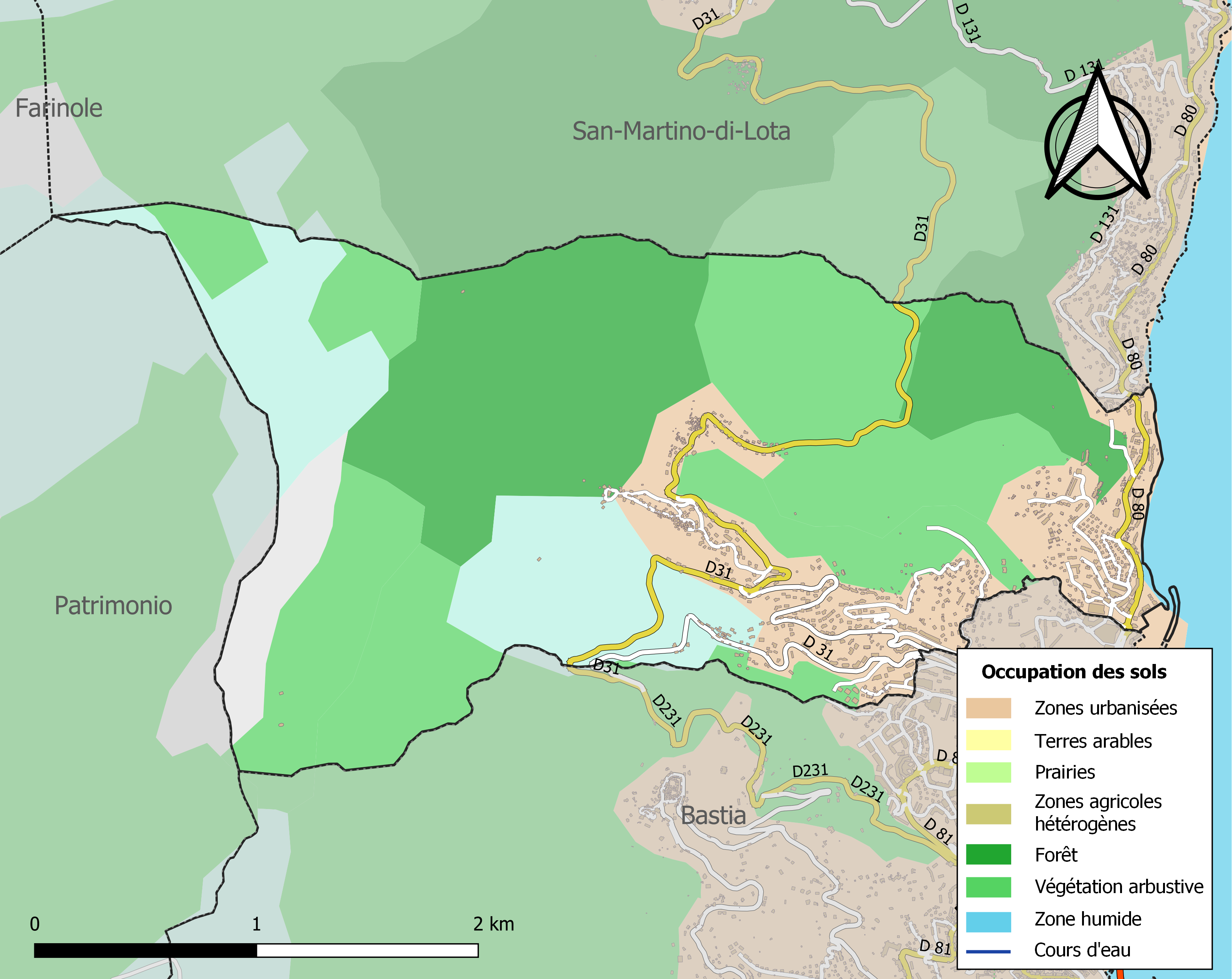
Carte des infrastructures et de l'occupation des sols de la commune en 2018 (CLC).

### Hameaux, lieux-dits, écarts
Ville-di-Pietrabugno est une petite ville qui est composée aujourd'hui de plusieurs anciens villages de l'intérieur et de hameaux plus récents sur le littoral. On la nomme populairement Ville. Ses habitants sont des Villais, Villaises.

#### Casevecchie
Village moyenâgeux, Case Vecchje est le plus méridional de la commune, à une altitude moyenne de 145 m. Il est le premier village rencontré lorsqu'on emprunte la route D 31 dite « Route de Ville » pour gagner les hauteurs de Bastia. Il renferme encore plusieurs maisons très anciennes (des XVe et XVIe siècles) ainsi qu'une chapelle Santa Maria Assunta. La D 31 passe devant une ancienne carrière de prasinites, pierres locales autrefois débitées en pierres de lauzes. Les traces d'exploitations passées sont encore bien visibles.
Sur un piton rocheux à près de 300 m d'altitude à l'Ouest du village, dominant la D31, se dresse la Torre di Pietrabugno, tour ruinée qui avait été construite sur l'emplacement de l'ancien château détruit en 1358.

#### Astima

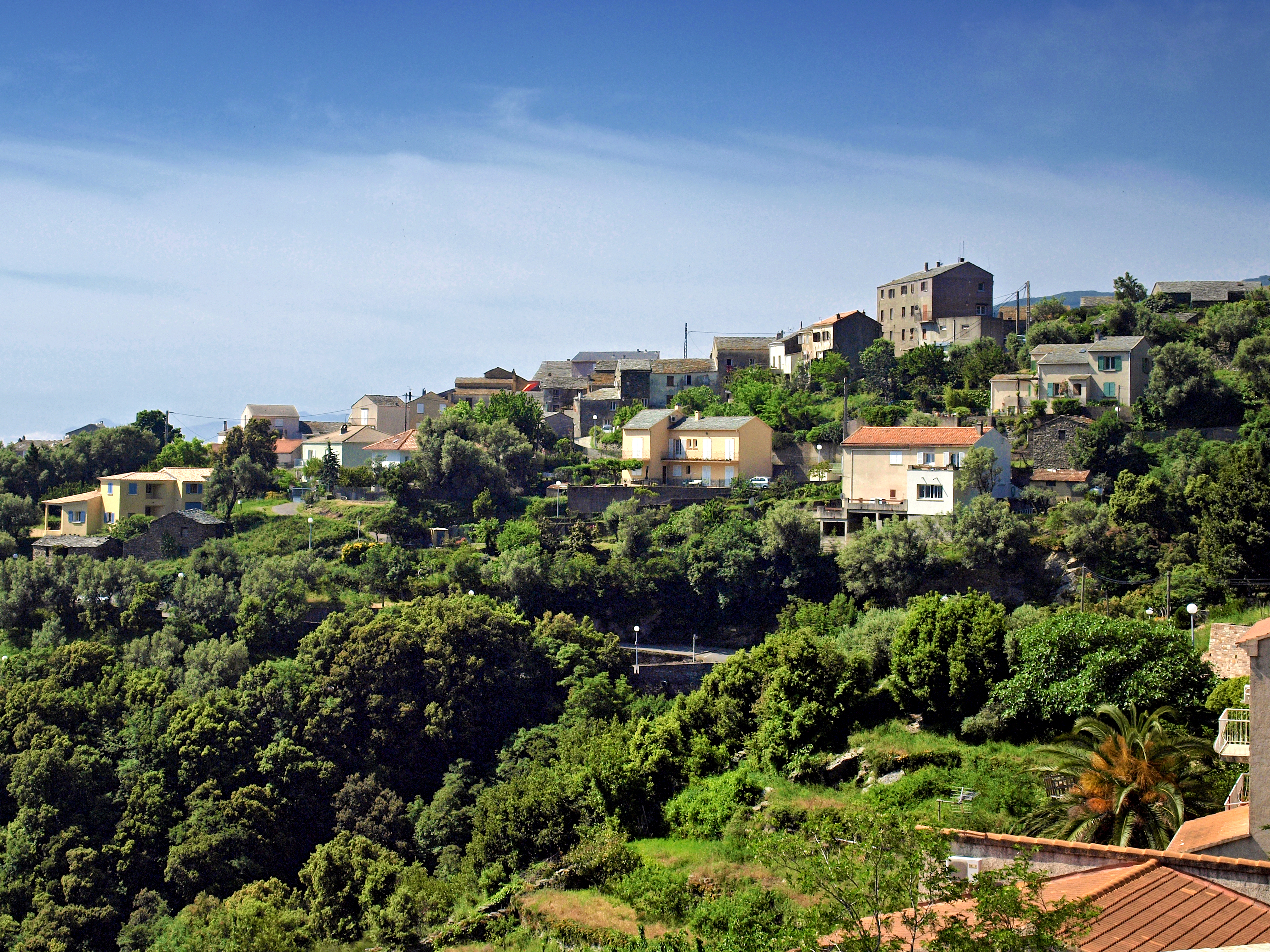
Le village de Guaitella.

Astima est le petit village en dessous de Guaitella. S'y trouve la chapelle San Pancraziu récemment restaurée en contrebas de la route D 31, juste à sa jonction avec la route Sainte Lucie récemment ouverte pour relier Bastia à Ville-di-Pietrabugno.

#### Guaitella

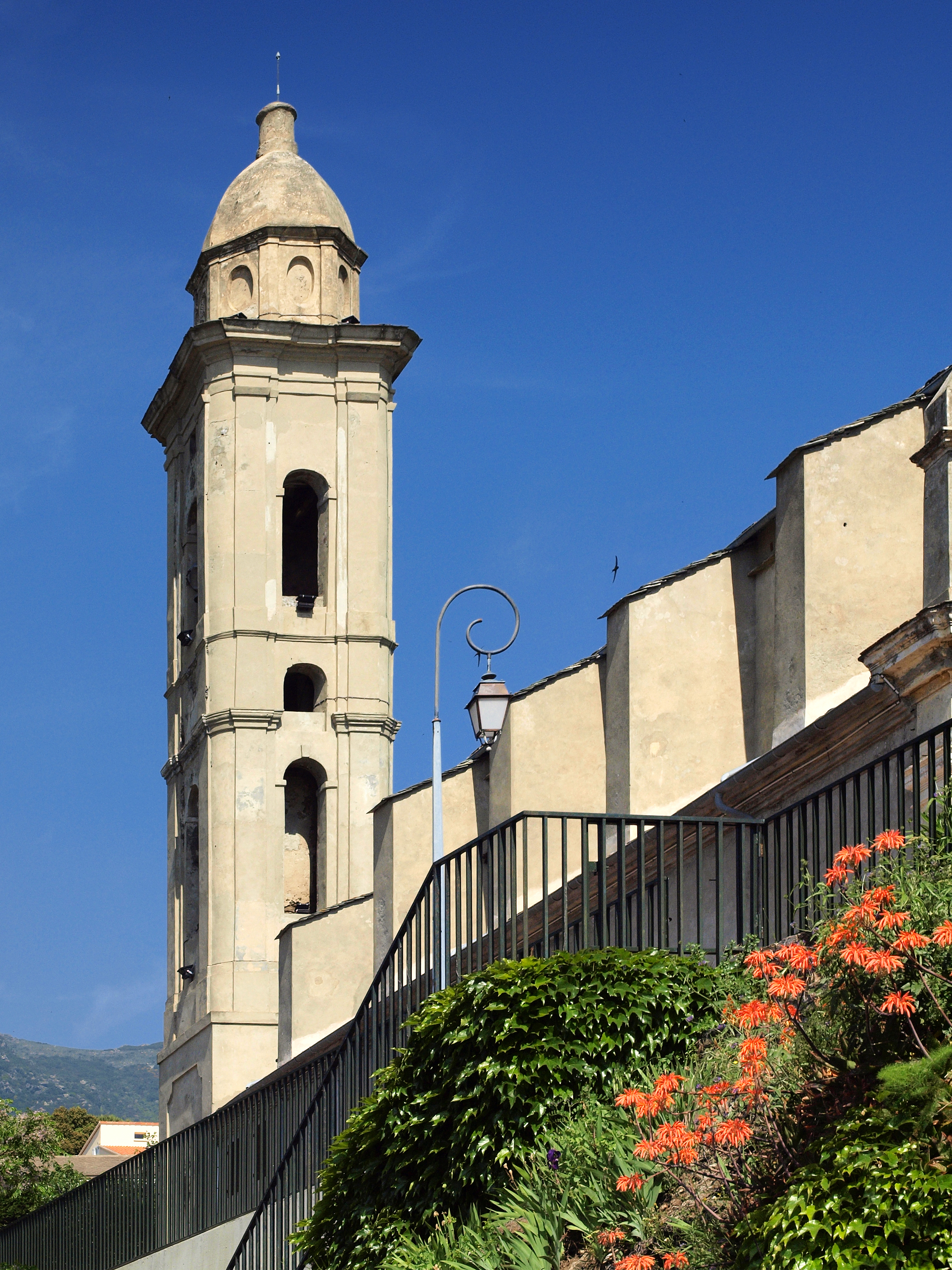
L'Eglise Santa Lucia.

Il est le plus important village de la commune, un village fort ancien. Son entrée depuis Bastia est marquée par la présence de l'église Santa Lucia au haut clocher, d'architecture baroque, dressée sur un promontoire dans une « épingle à cheveux » de la route D 31. Le site est un remarquable belvédère sur Bastia, sur des îles de l'archipel toscan (Elbe, Capraia, Pianosa, Montecristo) et sur la Plaine de la Marana et l'étang de Biguglia.
Guaitelli est le centre de la commune. S'y trouvent la mairie, l'église paroissiale, le monument aux morts, etc. Son nom témoigne de la présence jadis d'un poste de guet.

#### Alzeto

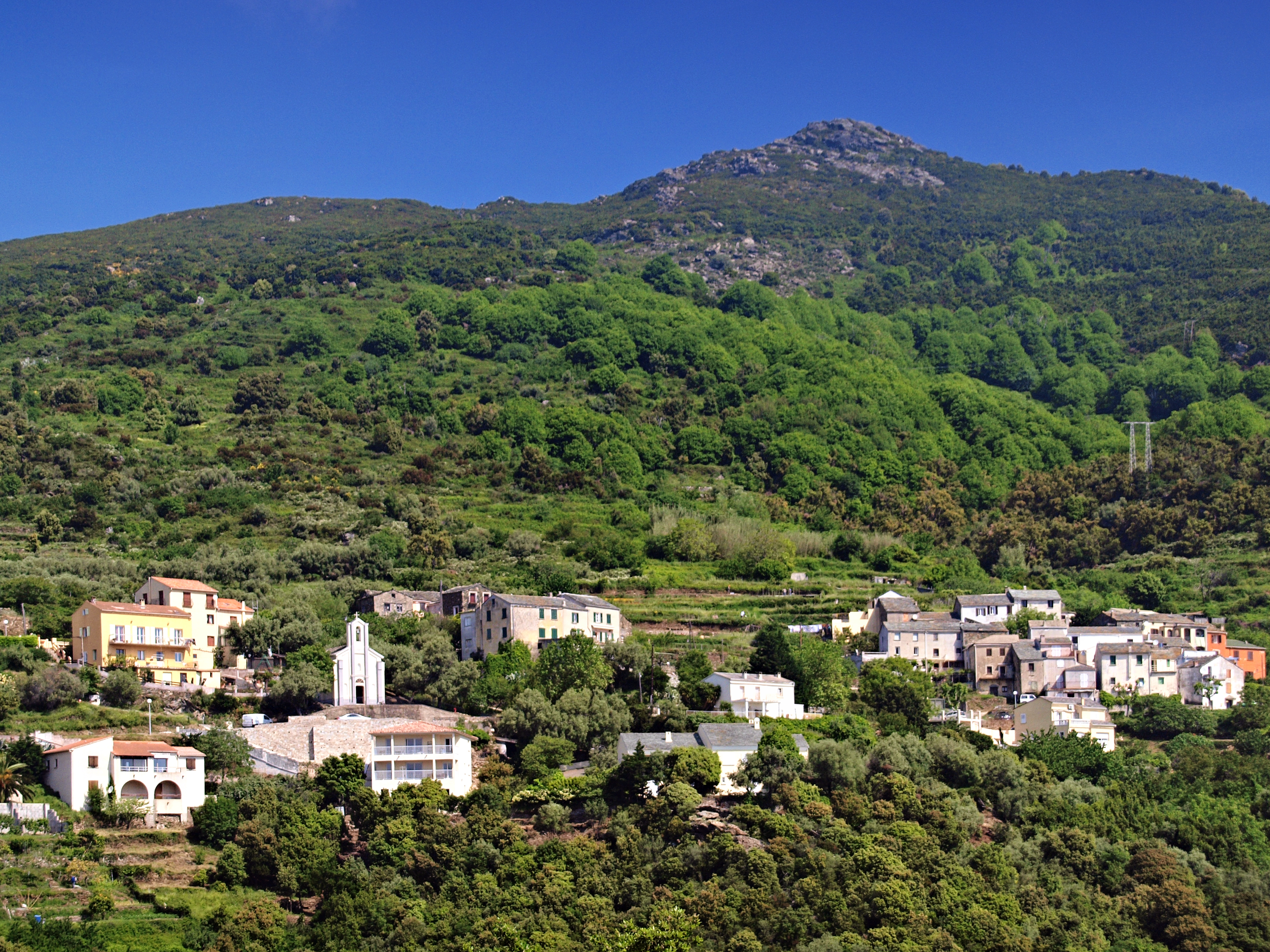
Le village d'Alzetu

Alzeto (Alzetu) est le village septentrional de Ville, éloigné d'environ deux cents mètres de Guaitella. Le petit village renferme la chapelle Saint-Antoine (Sant' Antone). Alzeto se trouve sur le tracé de la D 31 qui prend le nom de « Route de la Corniche » depuis l'église Santa Lucia. Cette route passe au-dessus des sites des anciens villages de Suerto puis de Poggiolo ruinés au XVIIe siècle à la suite de raids par de nombreux Barbaresques. La chapelle San Roccu qui se trouvait à Poggiolo, maintenant appelée San Ruccucciu, était encore le but d'une procession au début du XXe siècle.

#### Toga
Le port de plaisance de Toga, constitue un pôle d'attraction très fréquenté, aussi bien par les touristes que par la jeunesse bastiaise. Construit en 1989, il est doté de 357 anneaux dont 60 places pour les bateaux visiteurs d'une longueur maximum de 30 m. L'amarrage se fait sur des pontons en béton. Les tirants d'eau sont de 8 m pour les jetées extérieures, 5 m dans l'avant-port, et 3,9 m, 3,6 m et 2,2 m pour les divers bassins. Tout autour des bassins, ont été construits des bâtiments réservés aux commerces : débits de boissons, restaurants, boutiques, etc., dont peu sont liés au nautisme.
Le port de Toga occupe l'ancienne anse de Toga qui, au XIXe siècle encore, était sous la protection au Nord, d'une tour et du fort de Toga, et au Sud de la tour des Campana ou des Jésuites. Cette anse abritait la plage de Toga qui était la plage des notables (Scala di Sgiò). De nos jours les tours ont disparu et la plage de Toga a perdu de sa notoriété.
Toga fut la zone industrielle de Bastia de 1857 à 1977. Il y eut jusqu'à quatre hauts-fourneaux qui, de 1844 à 1886, enfumaient Toga. Plusieurs entreprises y étaient installées notamment les vins et liqueurs Mattei, une fabrique de tabac JOB Bastos, les sites de stockage d'automobiles Citroën et Peugeot. Ces entreprises se sont depuis déplacées dans le Sud de l'agglomération bastiaise. Leurs emplacements rasés, ont laissé place à l'amélioration routière de l'entrée Nord de Bastia avec le percement d'un tunnel routier devant l'ancien hôpital de Bastia, de ronds-points, d'un parc et de platebandes fleuries.
Toga est aujourd'hui une zone urbanisée, intégrée dans l'agglomération bastiaise. Il est difficile d'en distinguer les limites avec son ancienne partie Sud devenue bastiaise. On y trouve un bureau de poste, des banques, une clinique, le dépôt des autobus desservant la ville de Bastia, le centre commercial Port Toga, etc. L'hôpital de Bastia qui se situait face aux accès des ports de plaisance et de commerce a été transféré à Paese Novo, un quartier au Sud de Bastia. Une partie est devenue centre de gériatrie. Depuis 1977, Toga possède une église Saint-Paul.
Les quartiers de Minelli et Palagaccio prolongent Toga au Nord le long de la façade littorale de la commune. Palagaccio se situe en limite avec Pietranera (San-Martino-di-Lota) et est composé essentiellement de villas récentes. La route D 80 qui traverse le hameau porte le nom de « Route du Cap ». Les Minelli sont un quartier récent qui s'est développé au cours de la deuxième moitié du XXe siècle, à partir d'un ensemble d'immeubles construits en bordure de mer sous la route D 80. La « Route du fort » est la principale voie desservant ce quartier résidentiel. Elle se prolonge par la « route des Crêtes » pour se terminer en cul-de-sac. Au Sud du quartier des Minelli, se trouve la Cité Comte bâtie peu de temps auparavant.

## Toponymie
Le nom de Pietrabugno a été donné en souvenir du château de la Pietra qui était proche du lieu-dit Bugnu (traduction rucher).

« Toutes les fortifications dont il est question dans la documentation écrite antérieure au XVe siècle apparaissent sous l'appellation castrum et/ou castellum. Les termes rocca et pietra, utilisés aux XVe et XVIe siècles comme des synonymes de castello sont alors de simples toponymes - castello Petralerata, castrum Petra di Bugno, castrum Petra di Loreto ... - et ne désignent par conséquent que le relief naturel sur lequel est bâtie la fortification. »

— Daniel Istria in Pouvoirs et fortifications dans le nord de la Corse : du XIe siècle au XIVe siècle p. 197.
En corse, la commune se nomme e Ville di Petrabugnu.

## Histoire

### Antiquité
Le site était occupé par la peuplade des Uanakini.
Du temps des Romains existait déjà la pieve de Pietrabugno.

### Moyen Âge
Du temps des Romains au XVIIIe siècle, la commune avec Cardo (Bastia) et les 44 ha cédés en 1848 à Bastia, formaient la pieve de Pietrabugno. La pieve a été réunie à celle du Lota aux XVIIe et XVIIIe siècles, pour former la pieve judiciaire de Lota et Pietrabugno dépendant du tribunal de Bastia.
De la fin du IXe siècle à 1072, Pietrabugno dépendait des Loretesi (Alberto de Loreto et descendants) qui seront chassés en 1072 par les Da Furiani.
Au XIIe siècle, de 1168 à 1250, les De Bagnaia sont les seigneurs du fief composé des pièves d'Orto, Marana, Bigorno, Lota et Pietrabugno.
Au XIIIe siècle Pietrabugno et Lota sont aux Cortinchi di Pietr'Ellerata. Un château est construit à Pietrabugno doté d'une chapelle San Martino et une tour à Guaitella. Le château sera ruiné en 1358 lors du mouvement antiseigneurial qui aboutit rapidement à la destruction des châteaux par le peuple qui se gouverne, chaque village formant une communauté dans la moitié nord de l'île, la Terra di u Cumunu ou Commune de Corse, à la suite de leurs déditions[pas clair] envers la république de Gênes.

### Temps modernes

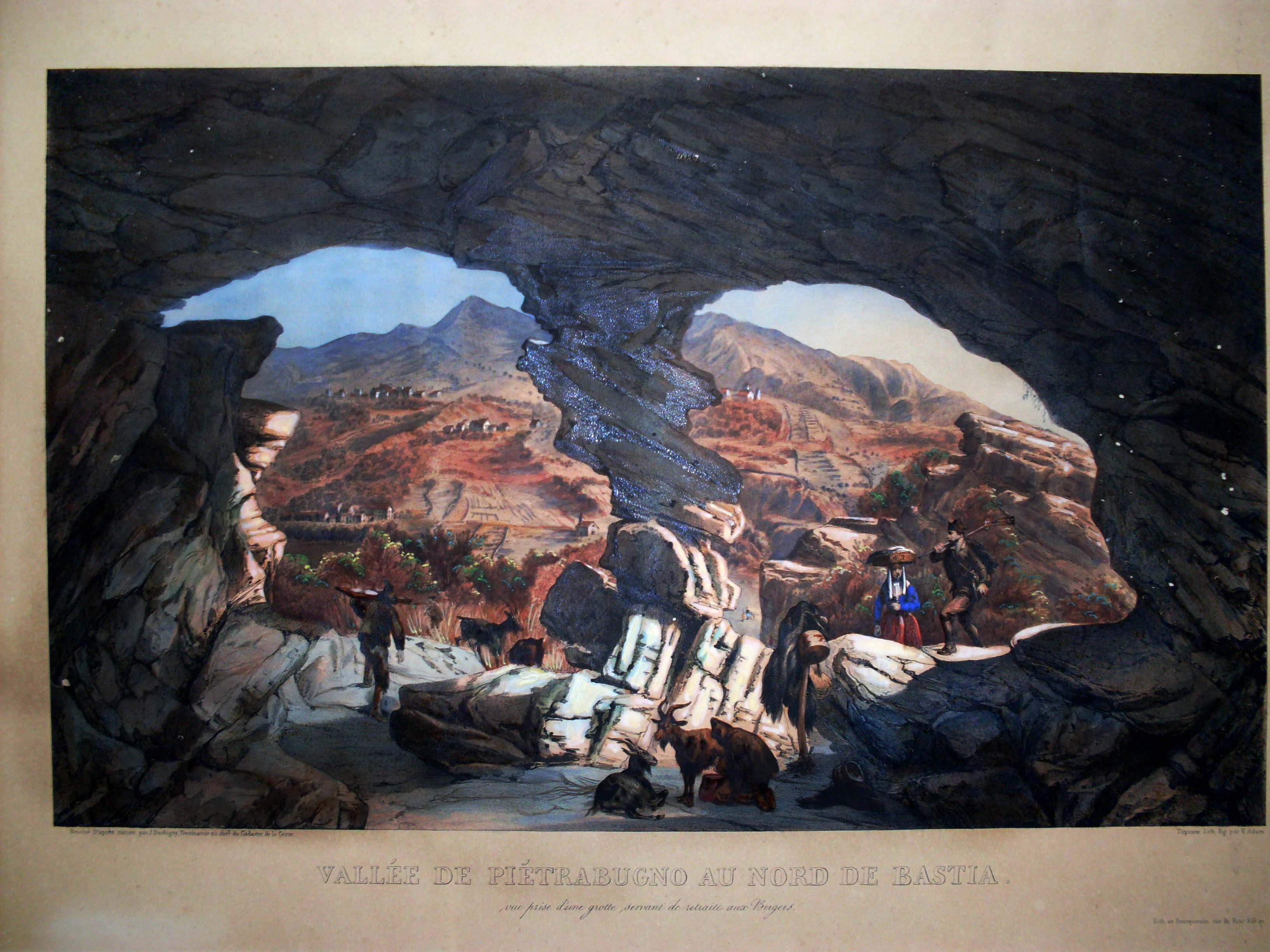
Lithographie Vallée de Pietrabugno.

Au XVIe siècle, la pieve de Pietrabugno compte 7 communautés : Cardo, Casevecchie, Astima, Guaitella, Alzeto, Suerto et Poggiolo.
- Vers 1520, Lota et Pietrabugno formaient une pieve d'environ 2 350 habitants. Les lieux habités étaient l’Oratoio, Aqualto, Castagneto, Canale, le Muchiete, Mola, Aneto, lo Santorio, Mandriale, la Ficarella, le Partine, la Vetrice, Toga, Cardo, Casevecchie, lo Suerto, la Guaitella, l’Alzeto, Astima, lo Pogiolo. Bastia faisait alors partie de la pieve d'Orto.
- 1558 - Les Français chassent les Génois de la pieve mais quittent la Corse en 1559.

« La Signoria a fait élever pour la défense des côtes dix-neuf tours dans le Deçà des Monts depuis l'an 1559 jusqu'à ce jour, sans compter les tours qui existaient déjà et qui existent encore. Ces tours se répartissent ainsi : une à la foce d'Aleria, une à San Pietro di Campoloro, une autre à la rivière d'Alesani ; viennent ensuite celle de Punta d'Arco, celle de Pietra di Bugno, celle de Miomo, celle de Lavasina, celle d'Erbalunga qui a été réparée, celle de Testa di Sacro, celle de la Casaiuola réparée également, celle de Santa Catalina et celle d'Ocagnano ; en continuant on en trouve une à Meria, une à Cala d'Agnello, et avant celle-ci une à la Finocchiaruola, puis une à Farinole et une à la Mortella ; il y en a deux sur la plage d'Ostricone. Toutes ces tours sont d'une nécessité absolue, parce qu'on ne peut résister autrement aux attaques continuelles des corsaires barbaresques. »

— Anton Pietro Filippini in Histoire de la Corse - Chronique, tome III, traduction de l'Abbé Letteron

« Il n'est pas sans intérêt de savoir quel était le prix de revient de la main-d'œuvre. On demandait, en 1579, 15 livres et 19 sols de la canne  de construction pour la tour sise à Pietrabugno (dont il ne reste pas de trace aujourd'hui). La chaux conduite sur le chantier se payait 14 sols le staio  ; les pierres, 2 livres et 10 sols la canella  ; les journées d'hommes, 10 sols ; celles des femmes, 5 sols. »

— M. de Fréminville, archiviste de la Loire, ancien archiviste de la Corse in Tours génoises du littoral de la Corse (Extrait du Bulletin archéologique - 1894)
Au XVIIe siècle La piève religieuse de Lota est formée de l'ancienne piève de Lota et de la piève de Pietrabugno. Au XVIIIe siècle, les communautés de la piève religieuse de Lota constituent avec Bastia la piève civile de Bastia.
- 1769 - La Corse fait partie du royaume de France.
- 1790 - Avec la Révolution française est créé le département de Corse. La piève civile de Bastia amputée de la ville de Bastia devient le canton de Lota, qui prend temporairement en 1793 le nom de canton de Bastia-Rural.
- 1793 - An II. Les départements de El Golo (l'actuelle Haute-Corse) et du Liamone sont créés. La commune portait le nom de Ville. Le canton de Bastia-Rural devient le canton de Pietrabugno avec San-Martino-di-Lota pour chef-lieu.
- 1801 - La commune qui s'appelle toujours Ville, toujours dans le district de Bastia, donne son nom au canton. Ville prend le nom de Ville-di-Pietrabugno.
- 1828 - Le canton de Bastia-Rural devient Canton de San-Martino-di-Lota[14].
- 1848 - Bastia prend 44 hectares à Ville-di-Pietrabugno, soit la majeure partie de Toga et l'Annonciade, qui étaient couverts de vigne, oliviers, agrumes et maquis. Le Nouveau port de Bastia y sera construit de 1863 à 1871 et le quartier des Capanelle entre 1867 et 1917.

### Époque contemporaine
En 1917, l'église Notre-Dame de Lourdes est érigée.
L'ancien hôpital ouvert en 1925 est transféré courant deuxième moitié du siècle dernier dans le quartier sud de Bastia de à Paese Novo.
En 1990, Ville-di-Pietrabugno et Bastia se dotent conjointement d'un port de plaisance.

## Population et société

### Démographie
L'évolution du nombre d'habitants est connue à travers les recensements de la population effectués dans la commune depuis 1800. Pour les communes de moins de 10 000 habitants, une enquête de recensement portant sur toute la population est réalisée tous les cinq ans, les populations de référence des années intermédiaires étant quant à elles estimées par interpolation ou extrapolation. Pour la commune, le premier recensement exhaustif entrant dans le cadre du nouveau dispositif a été réalisé en 2006.

En 2022, la commune comptait 3 187 habitants, en évolution de −3,19 % par rapport à 2016 (Haute-Corse : +5,15 %, France hors Mayotte : +2,11 %).
| 1800 | 1806 | 1821 | 1831 | 1836 | 1841 | 1846 | 1851 | 1856 |
| ---- | ---- | ---- | ---- | ---- | ---- | ---- | ---- | ---- |
| 451  | 472  | 347  | 450  | 500  | 510  | 603  | 502  | 500  |

| 1861 | 1866 | 1872 | 1876 | 1881 | 1886 | 1891 | 1896 | 1901 |
| ---- | ---- | ---- | ---- | ---- | ---- | ---- | ---- | ---- |
| 518  | 564  | 538  | 586  | 521  | 571  | 610  | 600  | 590  |

| 1906 | 1911 | 1921 | 1926 | 1931 | 1936 | 1946 | 1954 | 1962 |
| ---- | ---- | ---- | ---- | ---- | ---- | ---- | ---- | ---- |
| 626  | 560  | 602  | 651  | 674  | 698  | 600  | 790  | 642  |

| 1968  | 1975  | 1982  | 1990  | 1999  | 2006  | 2011  | 2016  | 2021  |
| ----- | ----- | ----- | ----- | ----- | ----- | ----- | ----- | ----- |
| 1 562 | 1 735 | 2 827 | 2 950 | 2 950 | 3 063 | 3 580 | 3 292 | 3 232 |

| 2022  | - | - | - | - | - | - | - | - |
| ----- | - | - | - | - | - | - | - | - |
| 3 187 | - | - | - | - | - | - | - | - |

### Cultes
La paroisse Santa Lucia relève du diocèse d'Ajaccio.

### Manifestations culturelles et festivités
- 23 novembre, Santa Felicita est fêtée chaque année à Guaitella.

### Sports
Randonnées
- Sentier des Glacières sur les hauteurs de la commune permettra de découvrir les anciennes glacières de Bastia, les Nivere datant du XVIIe siècle.
- Sentier de randonnée reliant le bord de mer à la "route des crêtes".
- Sentier partant de Guaitella passant par Bocca di Pruna (598 m) et rejoignant Olmeta-di-Capocorso via Bocca di San Leonardo (855 m). À partir de Bocca di Pruna, il permet de gagner le Monte Iovu où se dressent encore les ruines d'une chapelle bâtie à l'emplacement d'un temple romain dédié à Jupiter, puis de redescendre sur Canale-di-Lota. Il est possible également mais par un parcours difficile, d'atteindre au sud-ouest, les ruines de la chapelle San Colombano (San Culumbanu) un ancien ermitage fondé au VIIe siècle par un des compagnons du célèbre moine irlandais Colomban. Une procession avait lieu encore au début du siècle dernier[1].

## Économie
Depuis longtemps considéré comme faisant partie de Bastia, Toga hébergeait la zone industrielle de sa voisine. Il n'y a plus d'activités industrielle. Les industries sidérurgiques ont cessé leurs activités avant la fin du XIXe siècle, la manufacture de tabac Job s'est déplacée à Furiani, les vins et liqueurs Mattei sont installés à Borgo.
La filiale France de la société Brubeck qui commercialise des vêtements techniques, est implantée à Ville di Pietrabugno.

## Culture locale et patrimoine

### Lieux et monuments

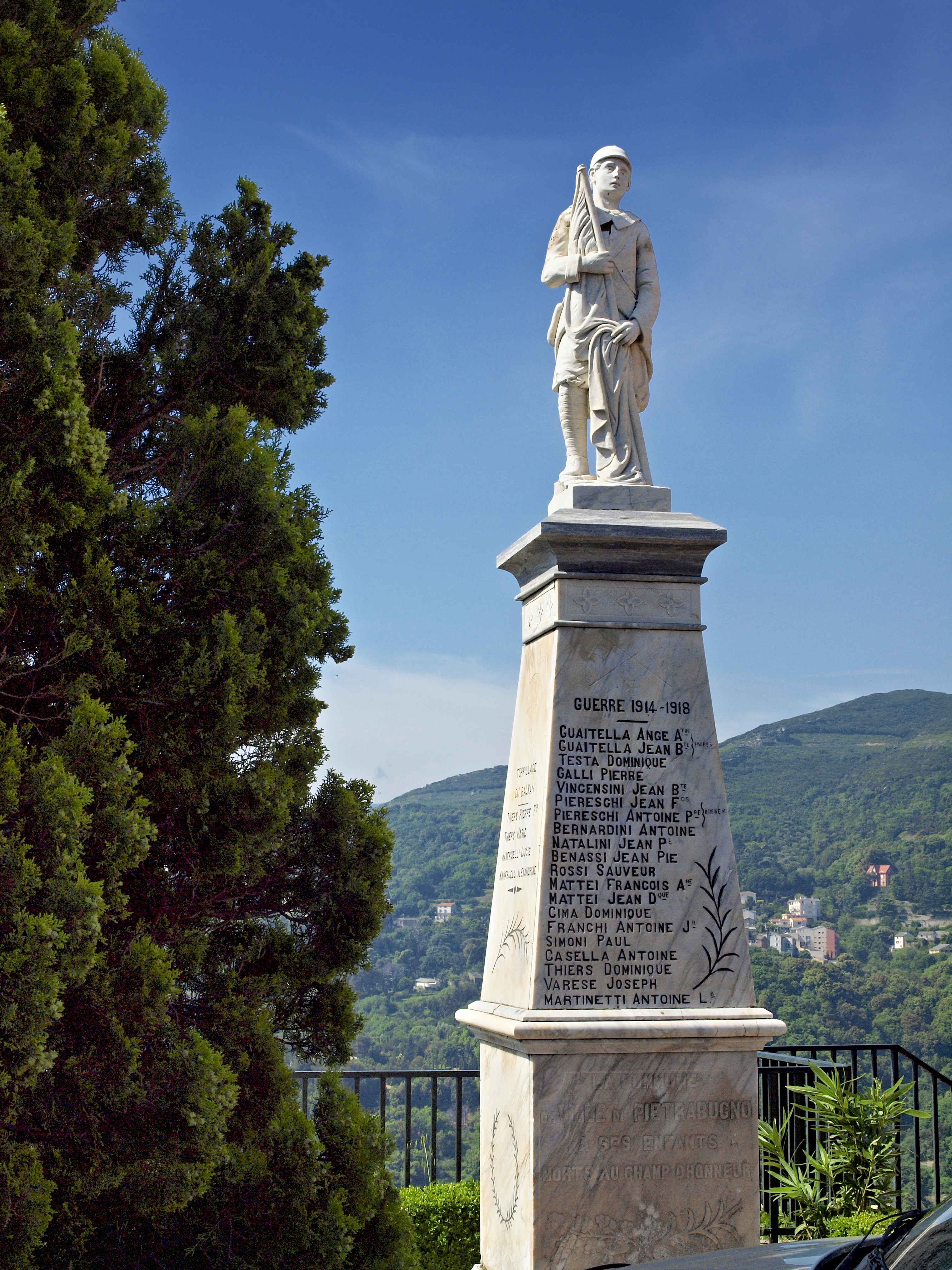
Monument aux morts.

- Monument aux morts, sur le parvis de l'église Santa Lucia.

#### Église paroissialeSanta Lucia

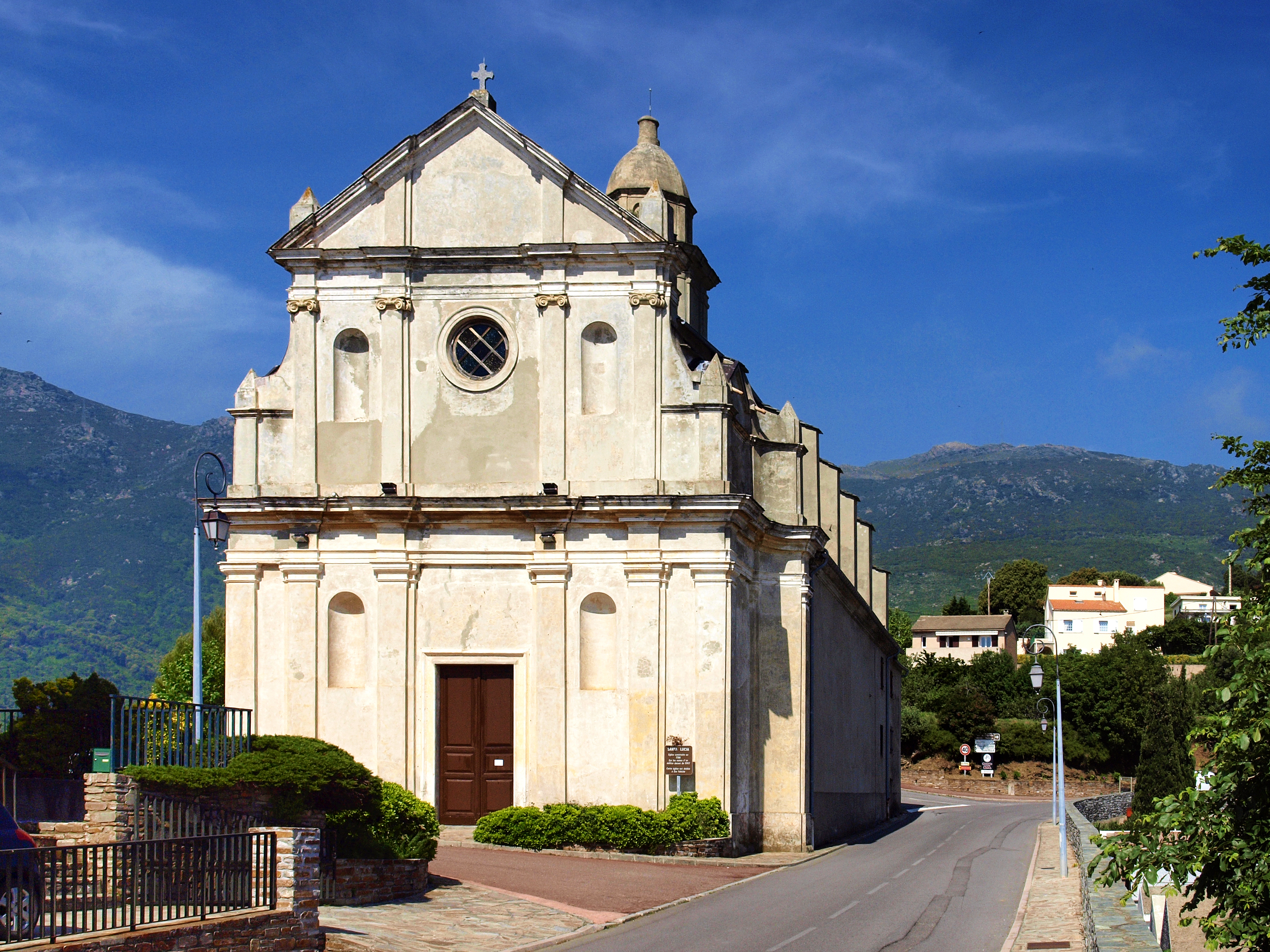
L'église Santa Lucia.

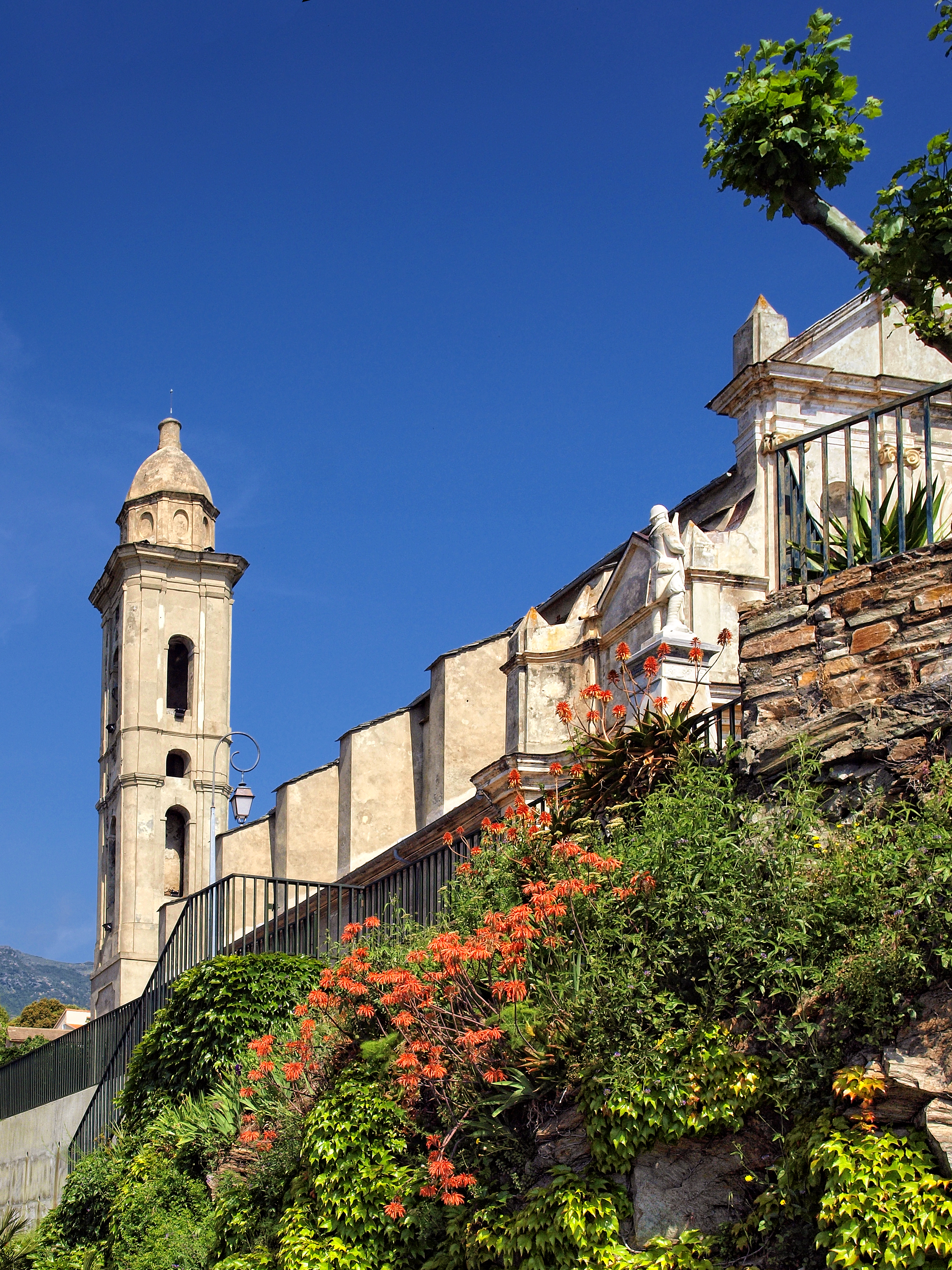
L'église Santa Lucia.

L'église d'architecture baroque, a été construite en 1796 sur les ruines d'un édifice datant de 1562. Elle est dédiée à Sainte Félicité et Sainte Lucie.
A cunfraterna santa croce di santa lucia, la confrérie, remise au jour en 1999 par des villageois et des bastiais, permet de redonner vie à cette église dans laquelle sont célébrés les offices, avec, le premier dimanche de chaque mois, une messe chantée par les confrères ; ceux-ci organisent aussi toutes les fêtes paroissiales.
Cette église est située à Astima, dans une « épingle à cheveux » de la route D31. Le cimetière voisin, est situé en contrebas de la route et a été ouvert dès 1812, comme dans toutes les autres paroisses, car les morts ne sont plus enterrés dans les églises.
L'église Sainte Lucie renferme les œuvres ci-après, toutes propriété de la commune et classées Monuments historiques :
- tableau Vierge à l'Enfant entre sainte Anne et sainte Catherine, peinture sur toile de Castiglione Nicolas en 1628, classé MH le 23 novembre 1966[22] ;
- tableau L'Annonciation et son cadre du XVIIIe siècle, classés MH le 26 juin 1990[23] ;
- tableau La donation du Rosaire à saint Dominique peinture à l'huile sur toile du 4e quart XVIIe siècle, classé MH le 23 octobre 1989[24] ;
- chaire à prêcher bois : peint doré du 4e quart du XVIIIe siècle, classée MH le 23 octobre 1989[25] ;
- retable du maître-autel, tableaux (panneaux bois taillé et doré, peints) daté de 1577 et restauré en 1803, classé MH le 2 mars 1966[26] ;
- statue Christ en Croix en bois peint, polychrome, du 4e quart du XVIIe siècle, classée MH le 30 décembre 1988[27] ;
- 8 reliquaires en bois sculpté doré du XVIIIe siècle, classés MH le 14 novembre 1991[28] ;
- ostensoir-monstrance en bois sculpté doré du XVIIIe siècle, classé MH le 7 décembre 1989[29] ;
- calice en argent 1er quart XVIIIe siècle, classé MH le 7 décembre 1989[30] ;
- 2 lampes de sanctuaire, œuvres d'orfèvrerie en métal argenté datées limite XVIIIe siècle XIXe siècle, classées MH le 26 mai 1994[31] ;
- carrelages de sol en terre cuite vernie datant des 4e quart XVIe siècle ; XVIIe siècle, classés MH le 11 juin 1992[32].

#### Autres patrimoines religieux
- Chapelle San Pancraziu à Astima
- Chapelle Sant' Antone à Alzetu
- Chapelle Santa Felicita située à Guaitella. Elle était pourvue autrefois d'une tour du XIIIe siècle que les forces françaises avaient transformée en fortin pour empêcher la destruction du site par les Génois.

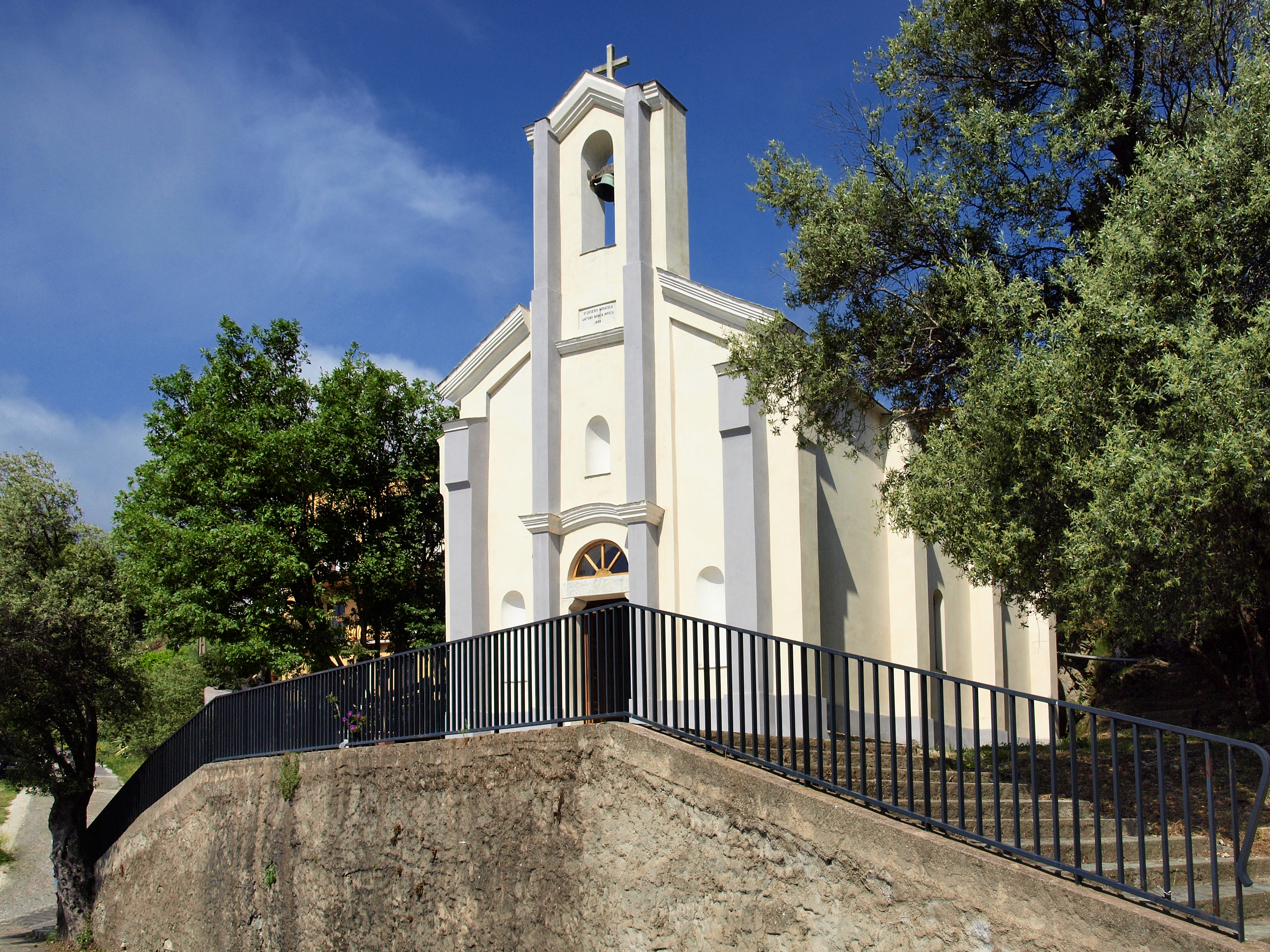
Chapelle Saint-Antoine.
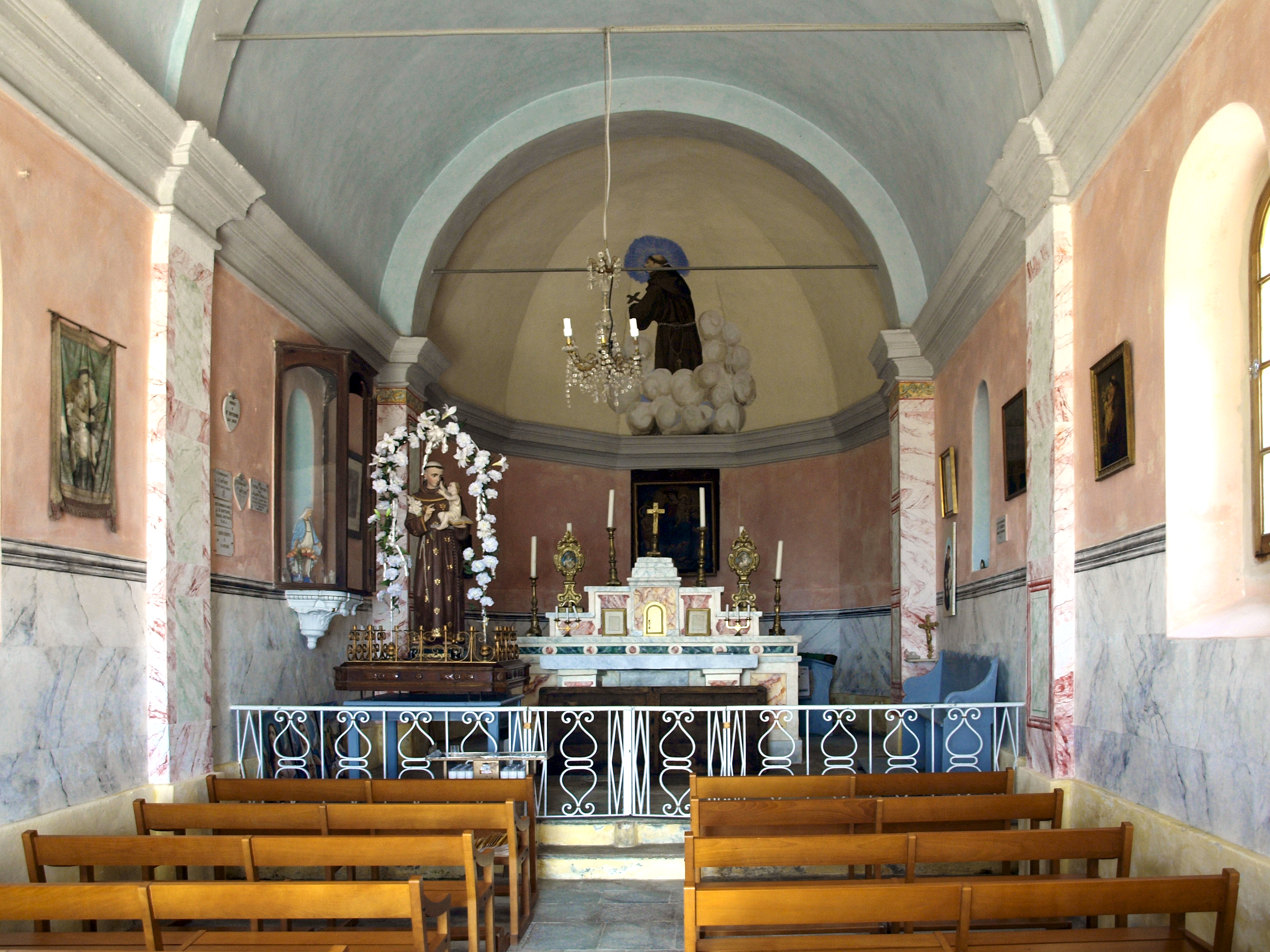
Intérieur de la chapelle Saint-Antoine.
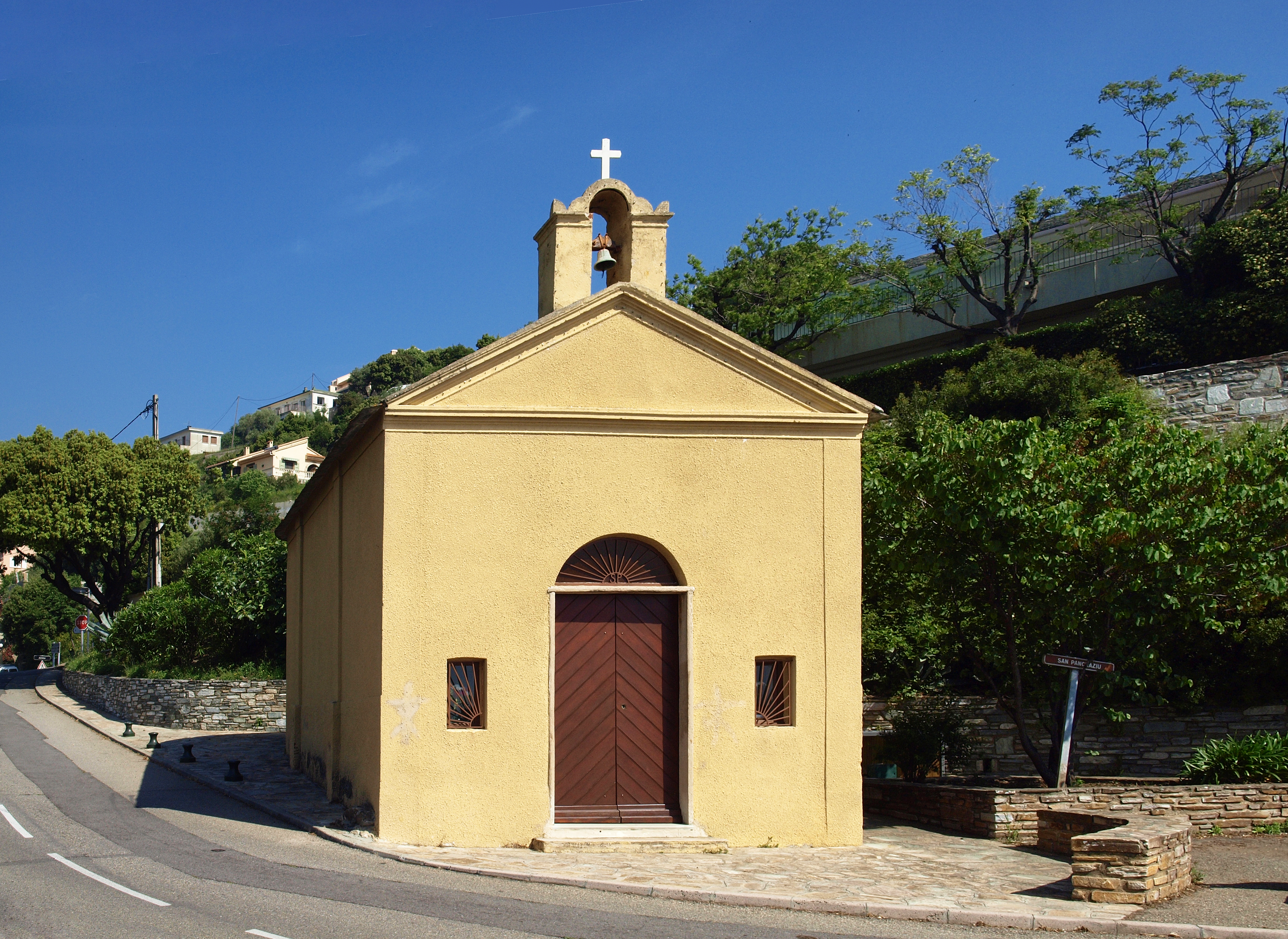
Chapelle San Pancraziu.

### Patrimoine culturel

#### Fonderie d'antimoine dite fonderie de Palagaccio
Construit en 1892, l'établissement était implanté par la "Société Corse des Mines d'Antimoine de Meria"  au lieu-dit Minelli, à proximité du ruisseau de Palagaccio. Il a employé jusqu'à 40 ouvriers en 1893. Équipé de cubilots, sa production annuelle était de 300 tonnes de régule. En 1901, la chute du cours de l'antimoine métal entraîne une réduction des activités des exploitations minières du Cap Corse et la mise en chômage technique du personnel.
Il fut détruit de nos jours en raison des bouleversements et constructions opérés sur le front de mer de la commune.
Le site de la fonderie a été repris à l'Inventaire général du patrimoine culturel.

### Patrimoine naturel

#### ZNIEFF
Ville-di-Pietrabugno est concernée par une Zone naturelle d'intérêt écologique, faunistique et floristique (ZNIEFF) :
Crêtes asylvatiques du Cap Corse (940004076)
La zone d'une superficie de 6 387 ha, englobe la quasi-totalité de la crête centrale du Cap Corse.

## Personnalités liées à la commune
- Sébastien Nicolai (1875 - 1963), romancier, originaire de la commune. Il est connu sous le nom de Sebastianu Dalzeto, auteur de « Pépé l'Anguille » (Pesciu Anguilla), premier roman en langue corse (Paris, éd. Notre Maquis - 1930), traduit en langue française et édité en 2010 - Éditions fédérop (24680 Gardonne).
- Joseph-Alexandre Mattei, poète, originaire de la commune.
- Jean Baggioni, maire, ancien président du conseil exécutif de la Collectivité territoriale de Corse (1992-2004).